# 野草闲花

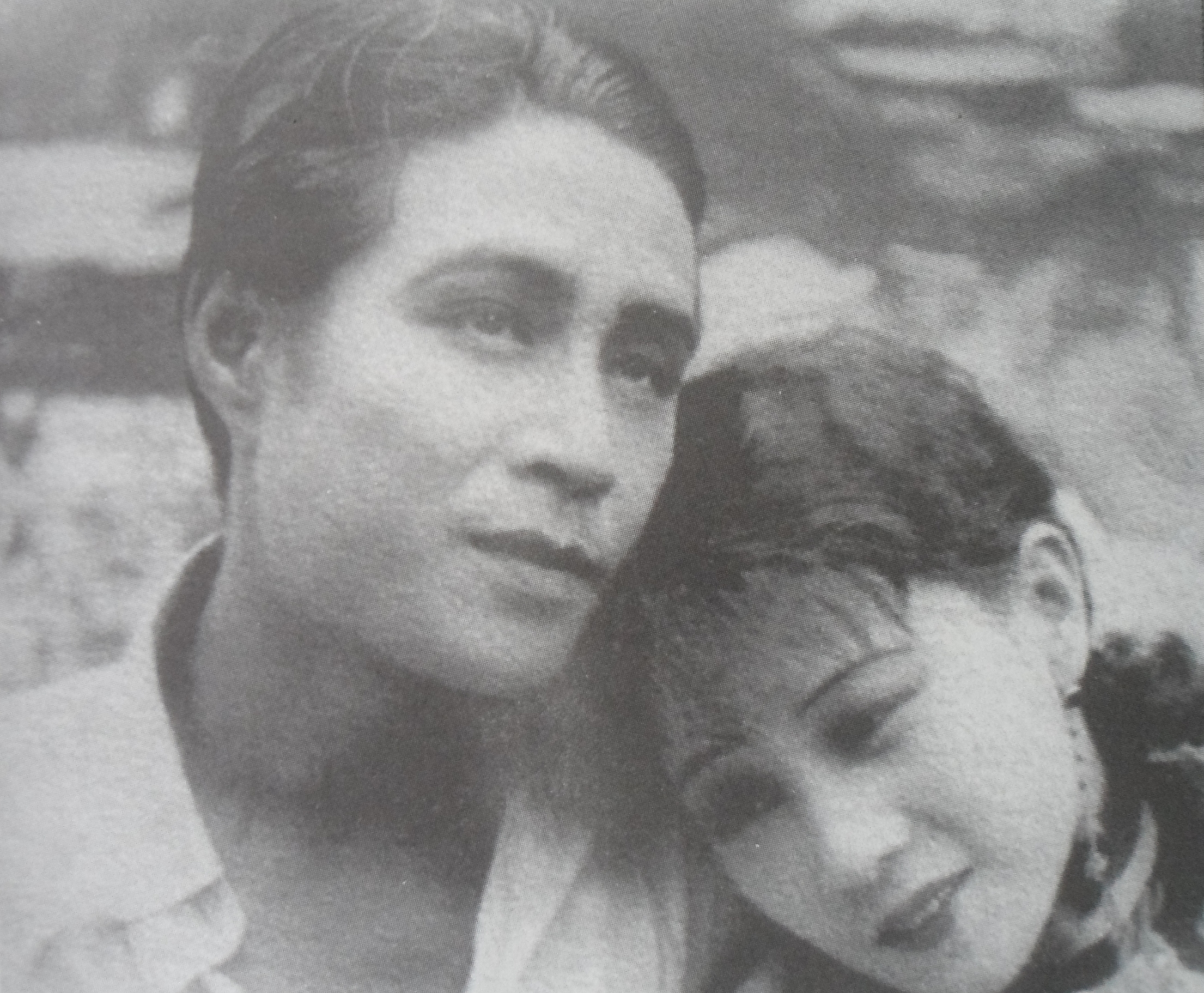
野花闲草剧照

《野草闲花》是1930年由孙瑜编导，阮玲玉和金焰主演的一部中国无声电影，是1930年代初联华影业公司倡导“复兴国片”运动中的代表作品之一。据孙瑜自述，这部电影是在小仲马的《茶花女》和美国电影《七重天》的影响下创作的，但又回避了《茶花女》的悲剧结局，演绎了一个中国式的有情人终成眷属的爱情故事:173。
《野草闲花》是金焰的成名作:173。金焰一反当时影坛惯有的酸涩小生形象，用活泼、淳朴的自然表演与演技娴熟的阮玲玉合作，两人赢得“野草闲花不当春，郎才女貌配佳偶”的好评，被称为“金童玉女”。金焰因此迅速跻身明星行列。这部作品也为当时中国电影注入了新的血液:173-175:86。金焰英俊、富有朝气的新青年形象使中国影坛以往“油头滑脑”、“才子加流氓”的电影相形见绌:334:31。
这部影片以蜡盘配音的方法配制了一首由阮玲玉和金焰共同演唱的歌曲《万里寻兄词》。这是中国电影史上的第一首电影插曲，由孙瑜亲自作词，他的三弟孙成壁作曲。:21-22

## 剧情
富家子弟黄云因不能忍受父母的包办婚姻，愤然离家出走，自己在社会上谋生。木匠的养女丽莲是个在街上卖花的姑娘，一次险些遭遇车祸，幸亏黄云相救。出于感激，木匠收留了黄云。黄云是位酷爱音乐的公子，他发现丽莲天生一副美妙动听的歌喉。他四处筹集资金与丽莲一起出演西洋剧，使她名声大噪，两人也纷纷坠入爱河，遂定下终身。但两人的婚事却遭到黄云家人的反对和阻挠。黄云的父亲趁黄云不在时，羞辱丽莲，让她不要阻碍了黄云的美好前程。无奈之下，丽莲违心地与黄云分手。不明真相的黄云，悲痛地斥责她是“野花闲草”。后来，丽莲和黄云历经多次波折，终于顶着重重压力，打破了封建门第观念，一对有情人终成眷属。:85:310

## 演员表
| 演员   | 角色       | 简介       | 备注 |
| ------ | ---------- | ---------- | ---- |
| 阮玲玉 | 丽莲       | 卖花姑娘   |      |
| 金焰   | 黄云       | 富家子弟   |      |
| 刘继群 | 黄云的父亲 | 黄云的父亲 |      |

## 电影插曲歌词

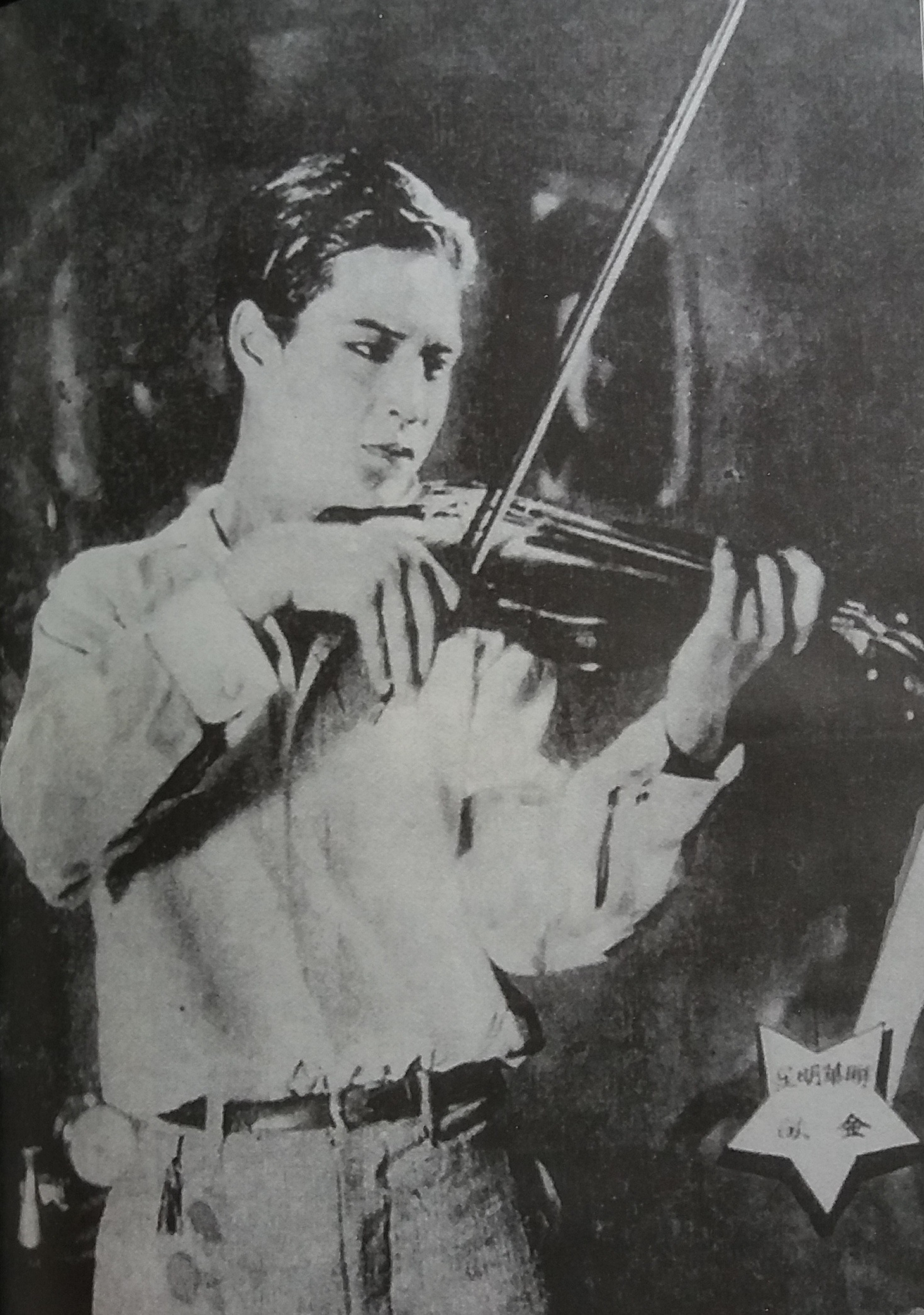
金焰在《野草闲花》剧照

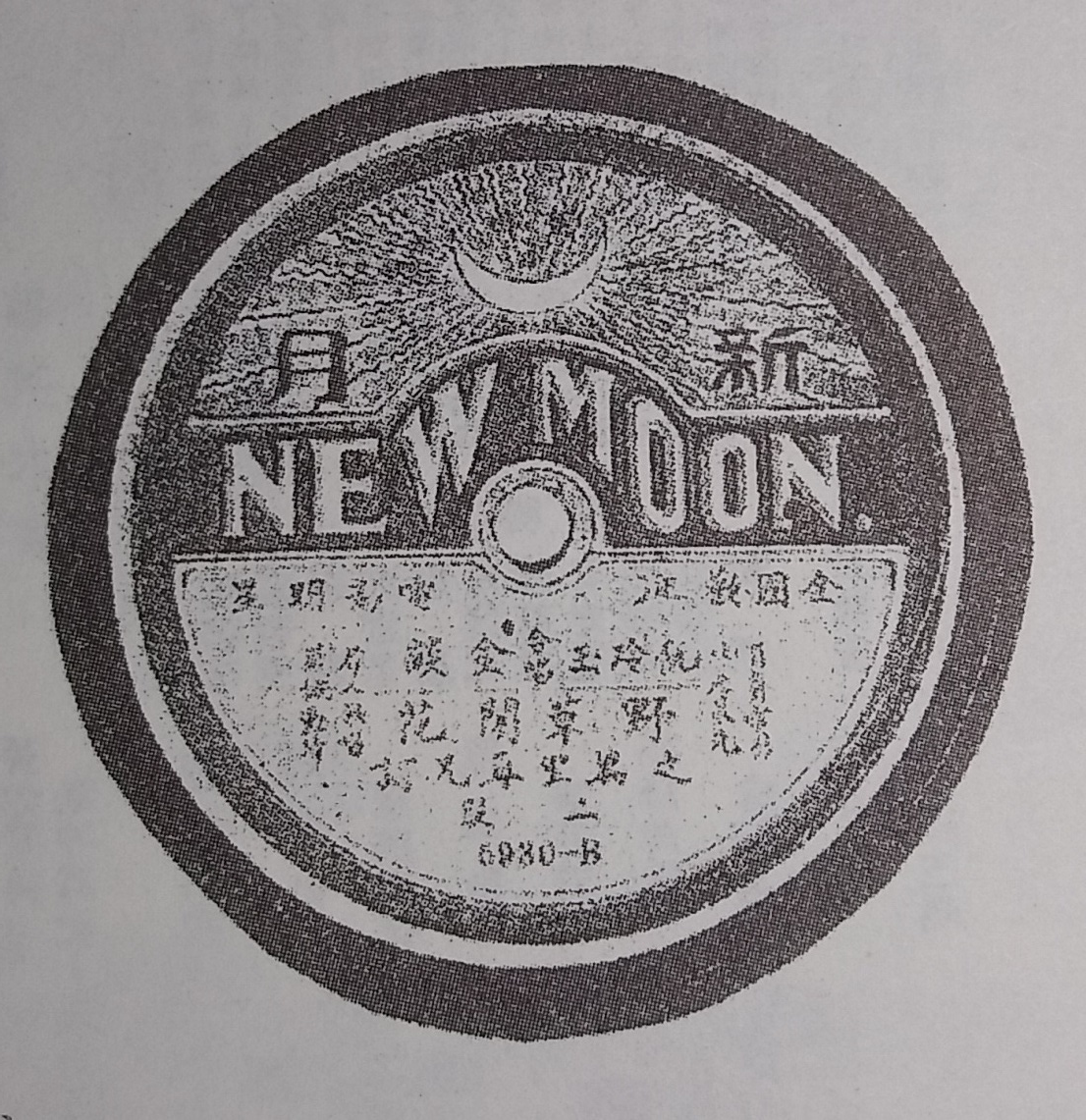
阮玲玉和金焰共同演唱的《野草闲花》电影插曲《万里寻兄词》唱片

|  | 从军伍，少小离家乡； 念双亲，重返空凄凉。家成灰，亲墓生春草，我的妹，流落他方！ 兄嘉利，妹名丽芳； 十年前，同住玉藕塘；妹孤零，家又破散；寻我兄，流落他乡！ 风凄凄，雪花又纷飞； 夜色冷，寒鸦觅巢归。歌声声，我兄能听否？莽天涯，无家可归！ 雪花飞，梅花片片； 妹寻兄，千山万水间，别十年，兄妹重相见，喜流泪，共谢苍天！ |